# Saint-Martin-Choquel

Saint-Martin-Choquel este o comună în departamentul Pas-de-Calais, Franța. În 1 ianuarie 2022 avea o populație de 444 de locuitori.